# Козаков, Михаил Михайлович
Михаи́л Миха́йлович Козако́в (14 октября 1934, Ленинград, СССР — 22 апреля 2011, Рамат-Ган, Израиль) — советский, российский и израильский[прояснить] актёр театра, кино, телевидения, озвучивания и дубляжа, режиссёр театра, кино и телевидения, сценарист; народный артист РСФСР (1980), лауреат Государственной премии СССР (1967) и Государственной премии РСФСР имени братьев Васильевых (1983).

## Биография

### Происхождение

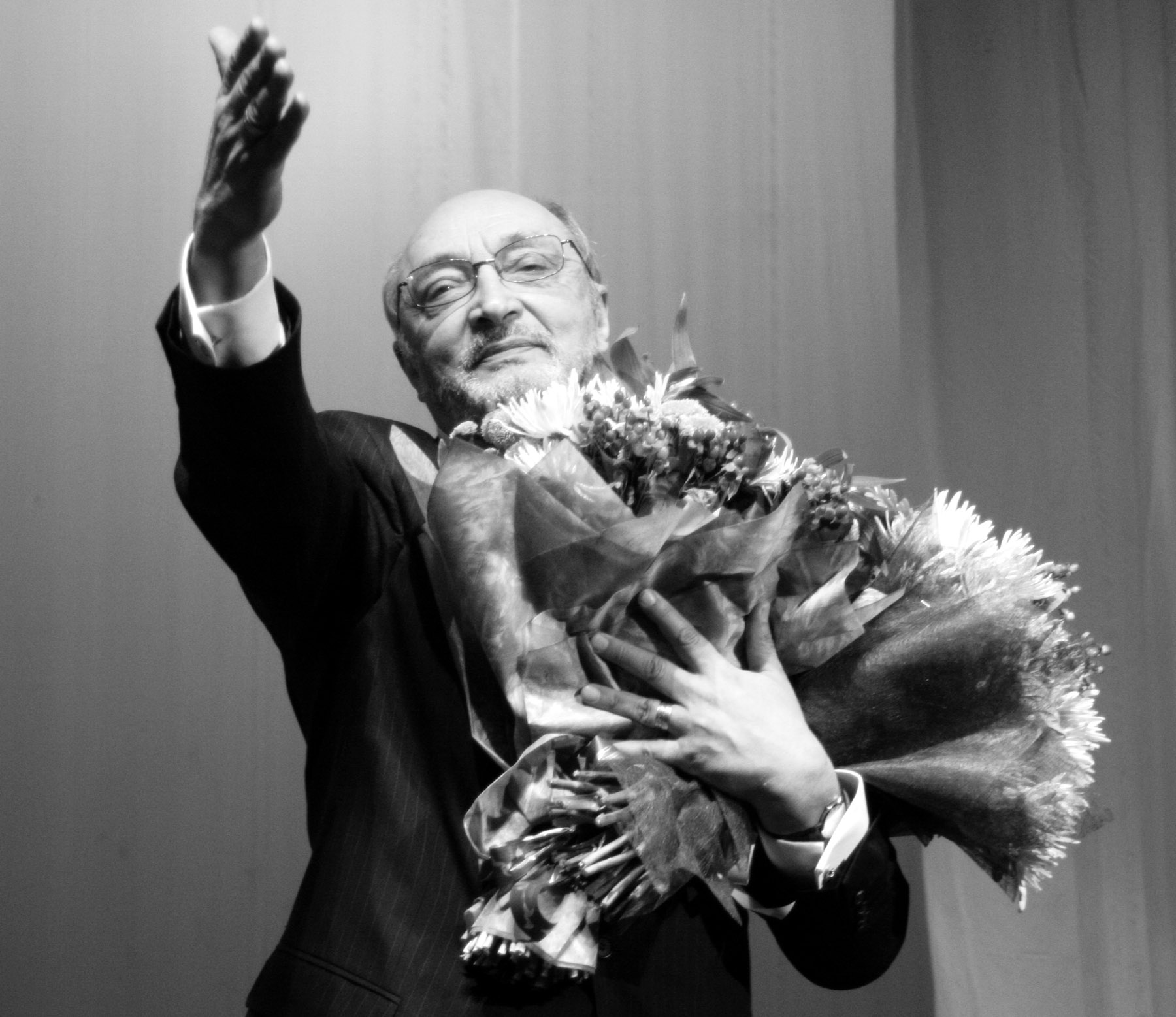
М. М. Козаков 24 апреля 2007 года

Родился 14 октября 1934 года в Ленинграде, в семье писателя Михаила Эммануиловича Козакова (1896—1954) и Зои Александровны Никитиной (урождённой Гацкевич, 1902—1973), редактора «Издательства писателей в Ленинграде». Отец происходил из еврейской семьи, описанной в романе М. Э. Козакова «Крушение империи».
Бабушка по материнской линии, Зои (Зоя) Дмитриевна Параскева-Борисова, была родом из Одессы. Её отец, севастопольский мещанин Димитрий Христофорович Параскев из обрусевших греков, после переезда в Одессу сменил имя на Дмитрия Параскева-Борисова и стал преуспевающим виноторговцем, причислен к купеческому сословию. Её муж, надворный советник Алескей Клементьевич Гацкевич, происходил из обрусевшего сербского рода. В 1937 году во время сталинских репрессий были арестованы мать и бабушка артиста (обе освобождены в 1938 году); арест связывают с судьбой брата Зои Александровны — Владимира Гацкевича, в прошлом офицера царской армии, обвинённого в шпионаже и расстрелянного в том же году. В 1948 году мать арестовали повторно по обвинению в финансовых нарушениях в Литфонде, где она работала.
Во время войны был с другими ленинградскими детьми эвакуирован в Молотовскую область (сейчас — Пермский край). С 1941 по 1944 год жил в деревне Чёрная Краснокамского района.
С 1945 года учился в Ленинградском хореографическом училище. В 1950 году вместе с будущей женой Гретой Таар крестился в православном храме. Окончил ленинградскую 222-ю среднюю школу (бывшую Петришуле).

### Карьера в театре и кино
В 1952 году Михаил Козаков поступил в школу-студию МХАТ. Учась на последнем курсе, успешно дебютировал в кино, снявшись в роли Шарля Тибо в политической драме М. Ромма «Убийство на улице Данте» (1956).
В 1956 году окончил Школу-студию МХАТ (курс П. В. Массальского) и поступил на работу в Театр имени В. Маяковского, где прослужил с 1956 по 1959 год. На этой сцене в 22 года выступил в роли Гамлета. Затем играл в «Современнике» (1959—1970), во МХАТе (1971—1972), в Театре на Малой Бронной (1972—1981) и в Ленкоме (с 1986). Также, по словам Михаила Козакова, он играл на сцене Саратовского ТЮЗа у Ю. П. Киселёва в пьесе «Обыкновенная история».
Добился блестящих успехов как актёр и режиссёр театра и кино. Много и успешно работал на телевидении в качестве режиссёра-постановщика («Безымянная звезда», «Покровские ворота», «Фауст» и др.).  Проникновенно читал стихи Пушкина, Тютчева, Пастернака, Бродского и других поэтов. Наряду со Смоктуновским, Юрским, Марковым и другими мастерами художественного чтения принял участие в записи серии пластинок «Страницы русской поэзии XVIII—XX вв.»
В автобиографической книге «Третий звонок» актёр писал, что с 1956 по 1988 год сотрудничал с КГБ СССР.

### Эмиграция в Израиль
В августе 1991 года Козакову предложили высокооплачиваемую работу в Израиле, после чего он переехал туда вместе с семьёй. В течение четырёх лет играл на иврите в Тель-Авивском камерном театре; кроме того, создал русскую труппу (антрепризу), с которой подготовил четыре спектакля. В 2012 году в беседе с Дмитрием Гордоном продюсер Марк Рудинштейн рассказал:

…эмигрировав в Израиль, Козаков тут же написал книгу, где заявил: он уехал, когда в России наступило время Рудинштейнов, Ярмольников и Кобзонов. Потом, в трудное для себя время, Миша приехал обратно, героически сообщив, что бросил Израиль, и позвонил, извинялся.

### Возвращение в Россию
В 1996 году вернулся в Россию и организовал собственную труппу под названием «Русская антреприза Михаила Козакова».
До 2010 года Михаил Козаков выступал с моноспектаклями (один из таких моноспектаклей — «Пушкин и о нём») и в роли чтеца (в частности, записал компакт-диск) и со стихотворными произведениями И. А. Бродского и А. А. Ахматовой.
В 2010 году у Козакова был диагностирован рак лёгких в неоперабельной форме. Лечение проводилось в Израиле в клинике Тель-ха-Шомер.
22 апреля 2011 года Михаил Козаков скончался на 77-м году жизни после продолжительной болезни. Согласно воле Козакова, его тело было переправлено в Москву и после отпевания предано земле на Введенском кладбище рядом с могилой отца (5 уч.); гражданская панихида не проводилась.
Художественный руководитель театра «Ленком» Марк Захаров так сказал о Михаиле Козакове:

Это был очень красивый и очень своеобразный человек, который прожил красивую, очень непростую, иногда путаную, иногда странную, необъяснимую жизнь. Потому что метания между Израилем и Россией, конечно, они не прибавляли ни здоровья, ни сил творческих, ни вдохновений. Но, тем не менее, такая трагическая, но вместе с тем счастливая судьба была уготована этому красивому, прекрасному, очень одарённому человеку.

## Семья
Жёны Михаила Козакова:
Грета Антоновна Таар (род. 1934; в 1955—1966 годах), окончила Московское театральное художественно-техническое училище костюмерное отделение, соученица по «Петришуле», художник по костюмам на Центральном телевидении. Дочь — Катерина (род. 1957), филолог. Сын — Кирилл (род. 1962), киноактёр.
Медея Берелашвили (в 1968—1971 годах), художник-реставратор. Дочь — Манана (род. 1969), выпускница Щукинского училища, актриса Тбилисского академического театра имени Котэ Марджанишвили.
Регина Соломоновна Быкова (урождённая Вольцингер; род. 1940; брак в 1971—1988 годах), переводчица поэзии и прозы с английского языка на русский и с русского языка на английский, литератор, с 1988 года живёт в Нью-Йорке.
Анна Исаевна Ямпольская (род. 1959, Кишинёв); (в 1988—2003, 2010—2011 годах), выпускница ГИТИСа, актриса и театральный продюсер. Сын — Михаил (род. 1988), дочь — Зоя (род. 1995).
Надежда Седова (род. 1981, Нижний Новгород; в 2006—2010 годах), историк.

## Творчество

### Театр
Школьный драмкружок
- 1951 — «Ревизор» Н. В. Гоголя — Хлестаков

Школа-студия МХАТ
- 1954 — «Ночь ошибок» Оливера Голдсмита, режиссёр: В. Я. Станицын
- 1954 — «Два труса» Эжена Лабиша, режиссёр: А. М. Комиссаров — Жених
- 1956 — «Как важно быть серьёзным» Оскара Уайльда — Алджернон
- 1956 — «Глубокая разведка» Александра Крона, режиссёры: В. П. Марков, О. Н. Ефремов — Мехти-ага Рустамбейли

МХАТ
- 1954 — «Лермонтов» Бориса Лавренёва, режиссёры: В. Я. Станицын, И. М. Раевский
- 1955 — «В добрый час!» Виктора Розова, режиссёр: И. М. Раевский.
- 1970 — «Обратный счёт» Е. Рамзина, режиссёр: И. М. Раевский — Оппенгеймер
- 1971 — «Валентин и Валентина» Михаила Рощина, режиссёр: О. Н. Ефремов — Гусев
- 1971 — «Идеальный муж» Оскара Уайльда, режиссёр: В. Я. Станицын — лорд Горинг

Театр им. Маяковского
- 1956, 25 ноября — «Гамлет» Уильяма Шекспира, пер. М. Л. Лозинского, реж. Н. П. Охлопков — Гамлет (ввод)
- 1956, 27 декабря — «Гостиница „Астория“» Александра Штейна, реж. Н. П. Охлопков — Лейтенант
- 1956 — «Аристократы» Николая Погодина, реж. Н. П. Охлопков (возобновление) — Слуга сцены
- 1957 — «Человек в отставке» Анатолия Софронова, реж. В. Ф. Дудин — Виктор Медный
- 1957 — «Походный марш» Александра Галича, реж. В. Ф. Дудин
- 1958 — «Кресло № 16» Д. Б. Угрюмова]], реж. Б. Н. Толмазов — Паша Самоцветов
- 1958 — «Маленькая студентка» Николая Погодина, реж. Б. Н. Толмазов — Лев Порошин
- 1959 — «День остановить нельзя» по киносценарию Алексея Спешнева, реж. Н. П. Охлопков, А. В. Кашкин — Жак Ру, лётчик

Московский театр «Современник»
- 1959 — «Взломщики тишины» Олега Скачкова, реж. С. Г. Микаэлян
- 1959 — «Никто» Эдуардо Де Филиппо, реж. А. В. Эфрос — Винченцо (ввод)
- 1960 — «Вечно живые» Виктора Розова, реж. О. Н. Ефремов (2-я редакция) — Марк
- 1960 — «Голый король» Евгения Шварца, режиссёры М. И. Микаэлян, О. Н. Ефремов — Камергер
- 1961 — «Четвёртый» Константина Симонова, реж. О. Н. Ефремов — Он
- 1962 — «Двое на качелях» Уильяма Гибсона, реж. Г. Б. Волчек — Джерри
- 1963 — «Без креста», по мотивам повести Владимира Тендрякова «Чудотворная», режиссёры О. Н. Ефремов, Г. Б. Волчек
- 1964 — «Сирано де Бержерак» Эдмона Ростана, режиссёры О. Н. Ефремов и И. В. Кваша — Сирано
- 1965 — «Всегда в продаже» Василия Аксёнова, реж. О. Н. Ефремов — Женя Кисточкин
- 1966 — «Обыкновенная история», инсценировка Виктора Розова по роману И. А. Гончарова, реж. Г. Б. Волчек — Адуев-старший
- 1967 — «Баллада о невесёлом кабачке» Эдварда Олби по роману Карсон Маккалерс, реж. Э. Эрлендссон (Исландия) — Автор
- 1967 — «Декабристы» Леонида Зорина, реж. О. Н. Ефремов — Александр I
- 1967 — «Народовольцы» Александра Свободина, реж. О. Н. Ефремов — Лорис-Меликов
- 1967 — «Большевики» Михаила Шатрова, режиссёры О. Н. Ефремов, Г. Б. Волчек — Стеклов
- 1968 — «На дне» А. М. Горького, реж. Г. Б. Волчек — Актёр
- 1968 — «Мастера» Рачо Стоянова, реж. В. Цанков (Болгария) — Мастер Живко

Московский драматический театр на Малой Бронной
- 1973 — «Дон Жуан» Мольера, реж. А. В. Эфрос — Дон-Жуан[21]
- 1975 — «Женитьба» Н. В. Гоголя, реж. А. В. Эфрос — Кочкарёв
- 1977 — «Месяц в деревне» И. С. Тургенева, реж. А. В. Эфрос — Ракитин
- 1979 — «Дорога» Вениамина Балясного по поэме «Мёртвые души» и письмам Н. В. Гоголя, реж. А. В. Эфрос — Автор[22].

Международная конфедерация театральных союзов
- 1998 — «Гамлет» Уильяма Шекспира, режиссёр П. Штайн — тень отца Гамлета

Театр им. Ленинского комсомола
- 1986, 13 июня — «Гамлет» Уильяма Шекспира, реж. Г. А. Панфилов — Полоний

Камерный театр, Тель-Авив
- 1991 — «Чайка» А. П. Чехова (на иврите) — Тригорин
- 1992 — «Любовник» Гарольда Пинтера (на иврите) — Ричард

Русская антреприза Михаила Козакова
- 1992 — «Возможная встреча» П. Барца — Гендель
- 1994 — «Чествование» Б. Слэйда — Скотти Темплтон
- 1996 — «Невероятный сеанс» Н. Кауарда «Неугомонный Дух[англ.]», перевод М. Мишина — Чарльз
- 1998 — «Цветок смеющийся» Н. Кауарда, перевод М. Мишина — Гарри Эсендайн
- 2005 — «Мне снился сон…», музыкально-поэтический спектакль на стихи Давида Самойлова (совместно с Анастасией Модестовой)
- 2006 — «О ты, последняя любовь!», спектакль-концерт по произведениям Ф. Тютчева (совместно с Дарьей Юрской)

Театр имени В. Ф. Комиссаржевской, СПб.
- 1999 — «Чествование» Б. Слэйда — Скотти Темплтон

Театр имени Моссовета
- 1999 — «Венецианский купец» У. Шекспира, реж. Андрей Житинкин — Шейлок[23]
- 2003 — «Король Лир» У. Шекспира, реж. Павел Хомский — Лир[24]

Московский театр «Школа современной пьесы»
- 2007 — «Ниоткуда с любовью», по произведениям Иосифа Бродского — совместно с Владимиром Качаном

Театральный центр «Инновация»
- 2007 — «Любовь по системе Станиславского», по пьесе Роми Вальги — Черномазов-старший[25]
- 2008 — «Цветок смеющийся», по пьесе Ноэла Кауарда (перевод Михаила Мишина)

### Фильмография

#### Актёр
| Год  |     | Название                                                                              | Роль                                                   |
| ---- | --- | ------------------------------------------------------------------------------------- | ------------------------------------------------------ |
| 1956 | ф   | Убийство на улице Данте                                                               | Шарль Тибо                                             |
| 1958 | ф   | Трудное счастье                                                                       | Николай Нагорный                                       |
| 1958 | ф   | Восемнадцатый год                                                                     | Валериан Оноли                                         |
| 1959 | ф   | Золотой эшелон                                                                        | Черемисов                                              |
| 1960 | ф   | Вдали от Родины                                                                       | гауптман Заугель                                       |
| 1960 | ф   | Евгения Гранде                                                                        | Шарль Гранде                                           |
| 1960 | ф   | Последние залпы                                                                       | Горбачёв                                               |
| 1960 | ф   | Балтийское небо                                                                       | Байсеитов, лётчик                                      |
| 1961 | ф   | Девять дней одного года                                                               | Валерий Иванович                                       |
| 1961 | ф   | Суд сумасшедших                                                                       | Мишель                                                 |
| 1961 | ф   | Человек-амфибия                                                                       | Педро Зурита                                           |
| 1965 | ф   | Строится мост                                                                         | Мамедов                                                |
| 1966 | ф   | Выстрел                                                                               | Сильвио                                                |
| 1967 | ф   | День солнца и дождя                                                                   | актёр в роли Мишки-Япончика (камео)                    |
| 1967 | ф   | Звёзды и солдаты                                                                      | Нестор                                                 |
| 1969 | ф   | Повесть о чекисте                                                                     | Белов                                                  |
| 1970 | ф   | Два дня чудес                                                                         | профессор-экзаменатор института Добрых Волшебств       |
| 1970 | тф  | Обыкновенная история                                                                  | Пётр Иванович Адуев                                    |
| 1971 | мтф | Вся королевская рать                                                                  | Джек Бёрден                                            |
| 1971 | ф   | Гойя, или Тяжкий путь познания                                                        | Жилмард                                                |
| 1972 | ф   | Гроссмейстер                                                                          | Володя                                                 |
| 1973 | тф  | Детство. Отрочество. Юность                                                           | Пётр Александрович                                     |
| 1973 | ф   | Исполняющий обязанности                                                               | Александр Штерн                                        |
| 1974 | ф   | Автомобиль, скрипка и собака Клякса                                                   | музыкант, играющий на скрипке и бас-гитаре / шашлычник |
| 1974 | тф  | Домби и сын                                                                           | Соль Джилс                                             |
| 1974 | тф  | Записки Пиквикского клуба                                                             | Джингль                                                |
| 1974 | ф   | Иван да Марья                                                                         | кассир                                                 |
| 1974 | тф  | Лев Гурыч Синичкин                                                                    | Зефиров                                                |
| 1974 | ф   | Соломенная шляпка                                                                     | виконт де Розальба                                     |
| 1975 | тф  | Здравствуйте, я ваша тётя!                                                            | полковник Фрэнсис Чесней                               |
| 1975 | ф   | Ярослав Домбровский                                                                   | Андрей Васильев                                        |
| 1976 | ф   | Театр неизвестного актёра                                                             | Генрих Генрихович                                      |
| 1977 | с   | Хождение по мукам                                                                     | Бессонов                                               |
| 1978 | тф  | Безымянная звезда                                                                     | Григ                                                   |
| 1978 | тф  | Жизнь Бетховена                                                                       | Джоакино Россини                                       |
| 1978 | тф  | Комедия ошибок                                                                        | Антифол                                                |
| 1978 | тф  | Красавец-мужчина                                                                      | Лупачёв                                                |
| 1979 | ф   | Дефицит на Мазаева                                                                    | возлюбленный Киры                                      |
| 1980 | мтф | Синдикат 2                                                                            | Ф. Э. Дзержинский                                      |
| 1980 | с   | Государственная граница. Фильм № 2 «Мирное лето 21-го года»                           | Ф. Э. Дзержинский                                      |
| 1981 | мтф | 20 декабря                                                                            | Ф. Э. Дзержинский                                      |
| 1981 | тф  | И с вами снова я                                                                      | П. Я. Чаадаев                                          |
| 1981 | ф   | Товарищ Иннокентий                                                                    | С. В. Зубатов                                          |
| 1981 | ф   | Шестой                                                                                | Илларий Данилович Данилевский                          |
| 1982 | ф   | Кто стучится в дверь ко мне?                                                          | актёр, играющий Сирано де Бержерака                    |
| 1982 | тф  | Покровские ворота                                                                     | Константин Ромин через 25 лет                          |
| 1982 | тф  | Попечители                                                                            | наблюдатель                                            |
| 1983 | ф   | Демидовы                                                                              | Бирон                                                  |
| 1983 | ф   | Уникум                                                                                | Иосиф Тимурович Петров, гипнотизёр                     |
| 1984 | ф   | Герой её романа                                                                       | Эраст Цыкада                                           |
| 1984 | тф  | Невероятное пари, или Истинное происшествие, благополучно завершившееся сто лет назад | Дудников, дачник                                       |
| 1984 | тф  | Сцены из трагедии «Фауст»                                                             | Фауст                                                  |
| 1985 | тф  | Сцены из драмы «Маскарад»                                                             | Арбенин / Неизвестный                                  |
| 1986 | кор | Воительница                                                                           | снимался                                               |
| 1986 | ф   | Храни меня, мой талисман                                                              | камео                                                  |
| 1988 | ф   | Господин оформитель                                                                   | Грильо                                                 |
| 1989 | тф  | А это случилось в Виши                                                                | врач                                                   |
| 1990 | ф   | Дураки умирают по пятницам                                                            | Гелий Иванович                                         |
| 1991 | тф  | Тень, или Может быть, всё обойдётся                                                   | Цезарь Борджиа                                         |
| 1995 | ф   | Роковые яйца                                                                          | Воланд                                                 |
| 1995 | ф   | Мания Жизели                                                                          | Аким Волынский                                         |
| 1999 | тф  | Ужин в четыре руки                                                                    | Георг Фридрих Гендель                                  |
| 1999 | тф  | Чествование                                                                           | Скотти Темплтон                                        |
| 2000 | тф  | 24 часа                                                                               | Коста                                                  |
| 2000 | ф   | В начале было слово                                                                   | закадровый текст                                       |
| 2000 | тф  | Дуэт для голоса и саксофона                                                           | голос                                                  |
| 2001 | ф   | Лавина                                                                                | Лев Борисович                                          |
| 2002 | ф   | Игра в модерн                                                                         | Фризе                                                  |
| 2004 | ф   | Воры и проститутки. Приз — полёт в космос                                             | фотограф                                               |
| 2004 | ф   | Смерть Таирова                                                                        | А. Я. Таиров                                           |
| 2004 | с   | Узкий мост                                                                            | Якушев                                                 |
| 2004 | ф   | Чудная долина                                                                         | дед Саид                                               |
| 2004 | док | Играем Шекспира                                                                       | рассказчик                                             |
| 2005 | ф   | Здравствуйте, мы — ваша крыша!                                                        | Соломон                                                |
| 2006 | ф   | Сдвиг                                                                                 | Харитонов, академик                                    |
| 2006 | ф   | Сотворение любви                                                                      | Наум Трахт                                             |
| 2007 | ф   | Любовь-морковь                                                                        | доктор Коган                                           |
| 2008 | ф   | Любовь-морковь 2                                                                      | доктор Коган                                           |
| 2009 | ф   | Апельсиновый сок                                                                      | Леонид, отец Даши                                      |
| 2009 | с   | Участковая                                                                            | Владимир Борисович Барканов, ветеран                   |
| 2010 | ф   | Хранители сети                                                                        | Сергей Иванович Калгаров                               |
| 2010 | с   | Зоя                                                                                   | Владимир Рапопорт, оператор                            |
| 2011 | с   | Последняя встреча                                                                     | Ю. В. Андропов                                         |
| 2011 | ф   | Борис Годунов                                                                         | отец Пимен                                             |
| 2011 | ф   | Сказка. Есть                                                                          | Станислав Далиевич Сальвадоров, директор школы         |
| 2011 | ф   | Любовь-морковь 3                                                                      | доктор Коган                                           |

#### Режиссёр фильмов
- 1978 — Безымянная звезда
- 1982 — Покровские ворота
- 1983 — Если верить Лопотухину
- 1987 — Петербургская фантазия
- 1989 — Визит дамы
- 1991 — Тень, или Может быть, всё обойдётся
- 1999 — Ужин в четыре руки
- 2002 — Джокеръ
- 2004 — Играем Шекспира (документальный)
- 2006 — Очарование зла

#### Режиссёр телеспектаклей
- 1968 — Чёрные блюзы (по мотивам произведений Л. Хьюза)
- 1969 — Удар рога (по мотивам пьесы А. Састре «Гибель тореро»; плёнка смыта)
- 1974 — Ночь ошибок (по мотивам комедии О. Голдсмита «Ночь ошибок, или Унижение паче гордости»)
- 1980 — О ты, последняя любовь! (по мотивам произведений Ф. И. Тютчева)
- 1982 — Попечители (по мотивам комедии А. Н. Островского «Последняя жертва»)
- 1984—1986 — Сцены из трагедии «Фауст» (по мотивам трагедии И. В. Гёте «Фауст»)
- 1985 — Сцены из драмы «Маскарад» (по мотивам драмы М. Ю. Лермонтова «Маскарад»)
- 1988 — И свет во тьме светит (по мотивам одноимённой пьесы Л. Н. Толстого)
- 1989 — А это случилось в Виши (по мотивам одноимённой пьесы А. Миллера)
- 1999 — Чествование (по мотивам одноимённой пьесы Б. Слэйда)
- 2000 — Дуэт для голоса и саксофона (поэзия И. А. Бродского, телеверсия музыкально-поэтического спектакля, Русская антреприза Михаила Козакова)
- 2004 — Медная бабушка (по мотивам одноимённой пьесы Л. Г. Зорина)
- 2006 — Король Лир (по мотивам одноимённой трагедии У. Шекспира)

#### Сценарист
- 1982 — «Попечители» (телеспектакль)
- 1985 — Сцены из драмы «Маскарад» (телеспектакль по мотивам драмы М. Ю. Лермонтова «Маскарад»)
- 1988 — «И свет во тьме светит»
- 1989 — «А это случилось в Виши» (фильм-спектакль)
- 1989 — «Визит дамы»
- 1991 — «Тень, или Может быть, всё обойдётся»
- 1999 — «Ужин в четыре руки»
- 2004 — «Играем Шекспира»
- 2004 — «Медная бабушка»
- 2007 — «Любовь по системе Станиславского»

#### Дубляж
- 1962 — Дьявол и десять заповедей — Дидье Марен, банковский служащий
- 1973 — Три орешка для Золушки — Король
- 1978 — Супермен — Джор-Эл
- 1979 — Д’Артаньян и три мушкетёра — кардинал Ришельё (роль Александра Трофимова)[26]
- 1991—1993 — Тёмное правосудие — Николас Маршалл
- 2006 — Эрнан Кортес — покоритель империи ацтеков (документальный фильм) — текст от автора
- 2007 — Рататуй (мультфильм) — Антуан Эго[27][28]
- 2008 — Спящая красавица (1959, мультфильм) — рассказчик[29]

#### Озвучивание мультфильмов
- 1975 — Мук-скороход — Падишах
- 1976 — Осьминожки — читает название фильма и текст от автора (в титрах Михаил Казаков)
- 1976 — 38 попугаев — Слонёнок
- 1977 — Бабушка удава — Слонёнок
- 1977 — Как лечить удава — Слонёнок
- 1977 — Куда идёт слонёнок — Слонёнок
- 1978 — А вдруг получится! — Слонёнок
- 1978 — Дождь — Гарри Пых, мануфактур-советник
- 1978 — Привет мартышке — Слонёнок
- 1979 — Зарядка для хвоста — Слонёнок
- 1979 — Завтра будет завтра — Слонёнок
- 1982 — Ушастик и его друзья. Таинственная пропажа — Ворона
- 1984 — А в этой сказке было так… — Кащей Бессмертный
- 1985 — Великое закрытие — Слонёнок
- 1985 — Загадка сфинкса — текст от автора
- 1985 — Песня о летучих мышах — Семён
- 1986 — Легенда о Сальери — Сальери
- 1991 — Ненаглядное пособие — Слонёнок

### Дискография
- 1974 — «О время, погоди!» (стихотворения Ф. Тютчева читают М. Козаков и Б. Ахмадулина)
- 1977 — «Ленгстон Хьюз. Чёрные блюзы. Читает Михаил Козаков» (моноспектакль, Мелодия)
- 1985 — «Гамлет. Тема и вариации. Читает М. Козаков» (моноспектакль, Мелодия)
- 1988 — «Остановка в пустыне», стихотворения И. Бродского читает М. Козаков (Мелодия, С40 27455 007)
- 2004 — «Любовь моя, Одесса». Музыкально-поэтическая композиция по текстам И. Бабеля и стихам А. Пушкина, И. Бродского, О. Мандельштама. Песни исполняют Лариса Долина и Михаил Козаков. Музыкальное сопровождение — квартет Игоря Бутмана.
- 2004—2005 — «Барышня-крестьянка. Выстрел. Пиковая дама. Читает Михаил Козаков»
- 2005 — «Евангелие от Мастера. Читает Михаил Козаков» (Моноспектакль по «роману в романе» «Мастер и Маргарита»)
- 2006 — «Мой Бродский. Избранное. Читает Михаил Козаков»
- 2009 — «Леопольд Эпштейн. Стихи. Читает Михаил Козаков»

### Проза
- М.Козаков Третий звонок, М. «Зебра е», 2006, 604 стр.
- М.Козаков Рисунки на песке, М. «Зебра е», 2006, 736 стр.

## Признание и награды
Государственные награды:

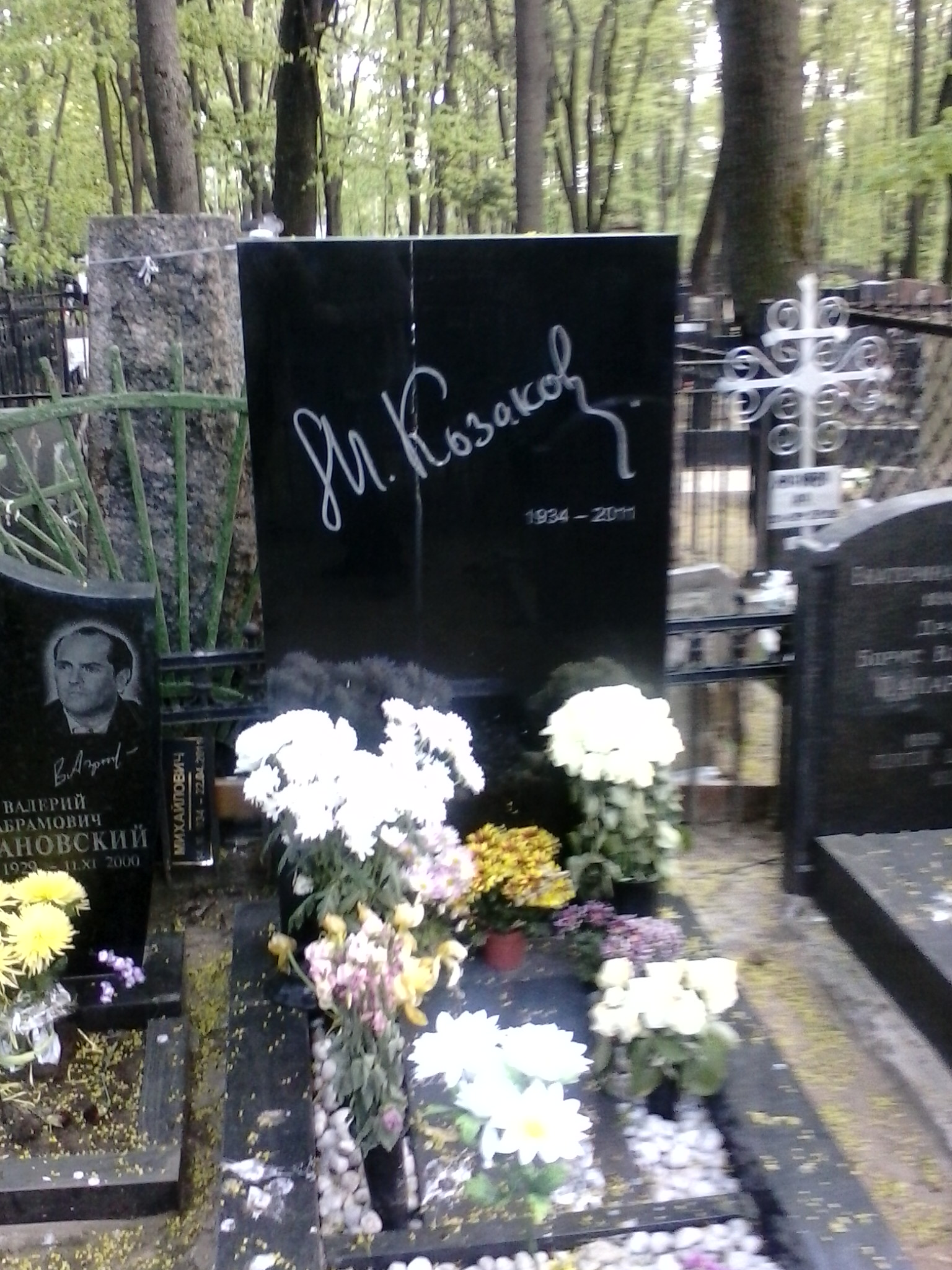
Надгробный памятник на Введенском кладбище.

- Государственная премия СССР в области литературы, искусства и архитектуры 1967 года (в области театрального искусства) (1 ноября 1967) — за спектакль «Обыкновенная история» в московском театре «Современник»[30]
- Заслуженный артист РСФСР (1 сентября 1969)
- Народный артист РСФСР (18 декабря 1980)
- Государственная премия РСФСР имени братьев Васильевых (1983) — за исполнение роли Ф. Э. Дзержинского в телефильме «20-е декабря»
- орден Почёта (15 февраля 2010) — за заслуги в развитии отечественной культуры и искусства, многолетнюю плодотворную деятельность[31]

Другие награды, премии, поощрения и общественное признание:
- две премии КГБ СССР (1980, 1981)
- Царскосельская художественная премия (1997)
- премия ТЭФИ (2000) — за лучший телевизионный художественный игровой фильм «Ужин в четыре руки»
- премия ТЭФИ (2005) — за фильм «Играем Шекспира»
- Почётная грамота Правительства Москвы (12 октября 2004) — за большие творческие достижения в развитии театрального искусства и в связи с 70-летием со дня рождения[32]

## Память
Творчеству и памяти актёра посвящены документальные фильмы и телепередачи:
- «Михаил Козаков. „От любви до ненависти“» («Первый канал», 2008)[33][34]
- «Михаил Козаков. „Встречи на Моховой“» («Пятый канал», 2010)[35]
- «Михаил Козаков. «Я привык первенствовать» («ТВ Центр,2000)реж.Виталий Максимов
- «Михаил Козаков. „Не дай мне Бог сойти с ума“» («ТВ Центр», 2011)[36]
- «Михаил Козаков. „Разве я не гениален?!“» («Первый канал», 2014)[37][38]
- «Михаил Козаков. „Последний день“» («Звезда», 2018)[39]
- «Михаил Козаков. „Легенды кино“» («Звезда», 2019)[40]
- «Михаил Козаков. „Почти семейная драма“» («ТВ Центр», 2019)[41]